# أبو (إله)
أبو (وقَد يُلفَظ أَبُّو أو أَبّا) إله الخصب والمزروعات عند الأكديّين، والسومريين. يُقابل شهر الحصاد، وهو الشّهر الخامس في التّقويم البابليّ الذي كان يبدأ السّنة بشهر نيسان، فيكون الشّهر المقصود شهر آب، أو أبّو في تلك اللّغة. أمّا في التّقاويم الّتي تبدأ السّنة بشهر آذار فيكون الشّهر الخاصّ بالإله أبو شهر تمّوز، ويُصبح أبّو نعتاً للإله تمّوز، إله الخصب الشّهير. ويُطلَق على نِنِغزيدا، إله الشّجر الأخضر، وعلى نينورتا، الّذي أصبح إلهاً للمعارك، بعد أن كان مِن جُملة آلهة الخصب.

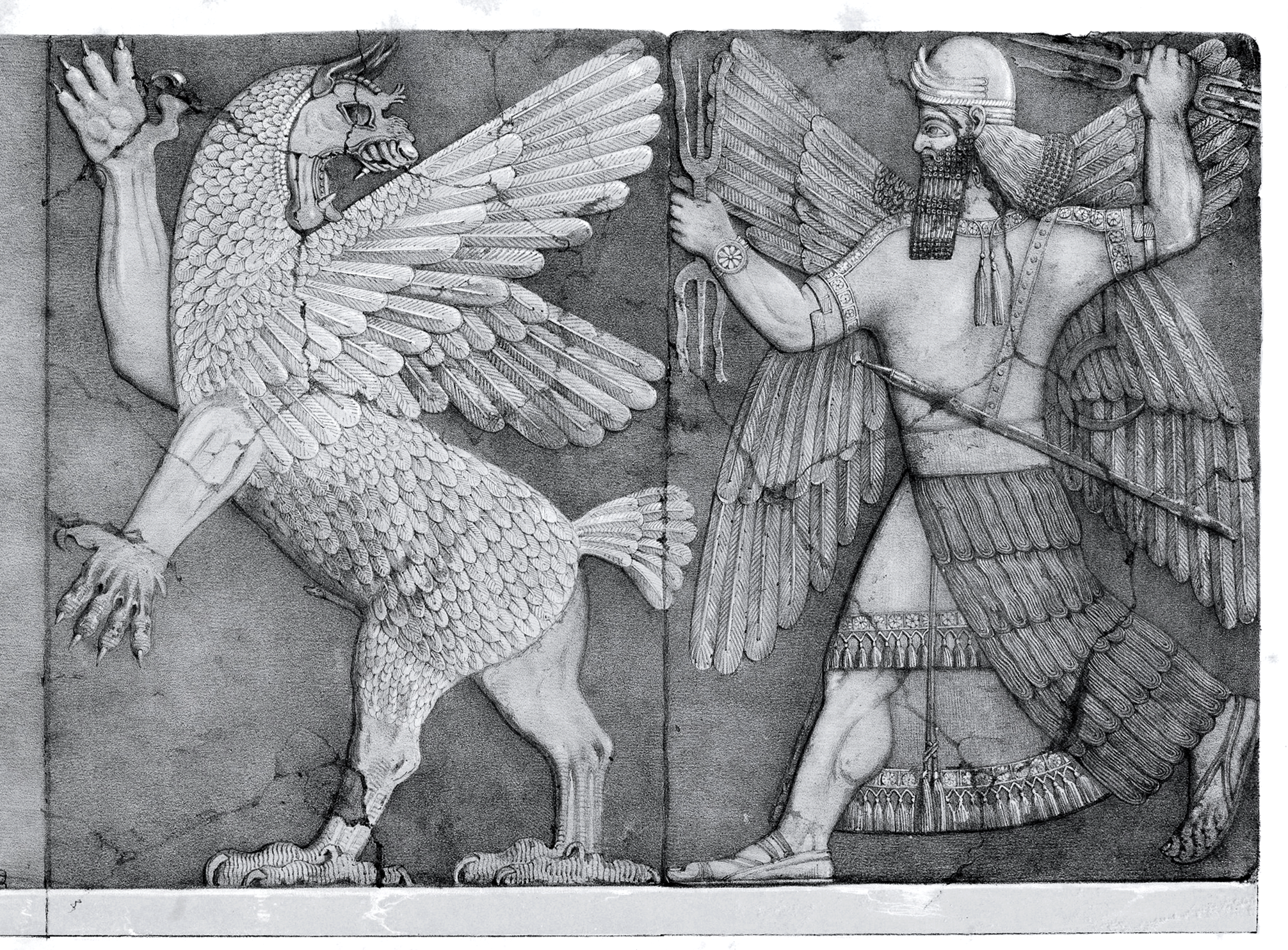

اكتُشف هيكل أبو في إشنونة، أو أشنوناك، المعروفة اليوم بتلّ الأسمر، في العراق، غير بعيدٍ عن بغداد، إلى شمالها الشّرقيّ، على ضفّة ديالى اليُسرى، وذلك خلال الحفريّات الّتي قامت بها بعثة أمريكيَّة من عُلماء الآثار، بإشراف هنري فرانكفورت في السّنوات 1930-1936. ولوحظ تدرُّج تخطيط الهيكل من رسم قديم مُضطرب الطِّراز المستطيل إلى الطِّراز المربّع.

وقد اكتُشف في أنقاض الهيكل، بين مجموعة من تماثيل والدّمى، تمثال رجُل يبرُز من بين المجموعة طولاً، وسِعة عينين. فرأى فيه فرانكفورت تمثالاً للإله أبو، مُشيراً إلى أنّ الفنّان الذي صنعه أراد الدّلالة إلى أنّ هذا الإله يرى كُلّ شيء، فوسَّع عينيه إلى ما فوق الحدّ. على أنّ كثيراً من العُلماء لا يتّفقون مع فرانكفورت في استنتاجه هذا، ويميلون إلى القول بأنّ التّمثال يُمثِّلُ بالأولى أحد عُبّاد الإله أبو.